# Milan Mitrović
Milan Mitrović (kyrillisch Милан Митровић; * 2. Juli 1988 in Prokuplje) ist ein serbischer Fußballspieler.

## Karriere
Mitrović begann mit dem Profifußball bei FK Zemun und spielte hier die nächsten vier Jahre für diesen Verein. Dabei wurde er für die Rückrunde der Spielzeit 2006/07 an FK Milutinac Zemun ausgeliehen. 2010 wechselte er dann zum Ligakonkurrenten FK Rad.
Zur Rückrunde der Spielzeit 2012/13 wechselte er in die türkische Süper Lig zu Mersin İdman Yurdu. Bei diesem Verein schaffte es Mitrović schnell sich als Stammspieler durchzusetzen. Nachdem sein Verein aber zum Saisonende den Klassenerhalt verfehlte und aufgrund der Regelung in der TFF 1. Lig seine Ausländerzahl auf drei Spieler reduzieren musste, entschied sich Mersin İY für Mitrović als einen von drei möglichen ausländischen Spielern. Auch in der 1. Lig behielt Mitrović seinen Stammplatz. Mit seinem Team beendete er die Saison auf Playoff-Sieger und erreichte so den direkten Wiederaufstieg.
Nachdem der die Spielzeit 2017/18 in Serbien bei FK Partizan Belgrad verbracht hatte, kehrte Mitrović im Sommer 2018 in die Türkei zurück und heuerte beim Zweitligisten Adana Demirspor an.

## Erfolge
Mit Mersin İdman Yurdu
- Playoff-Sieger der TFF 1. Lig und Aufstieg in die Süper Lig: 2013/14